# Paul Gläser

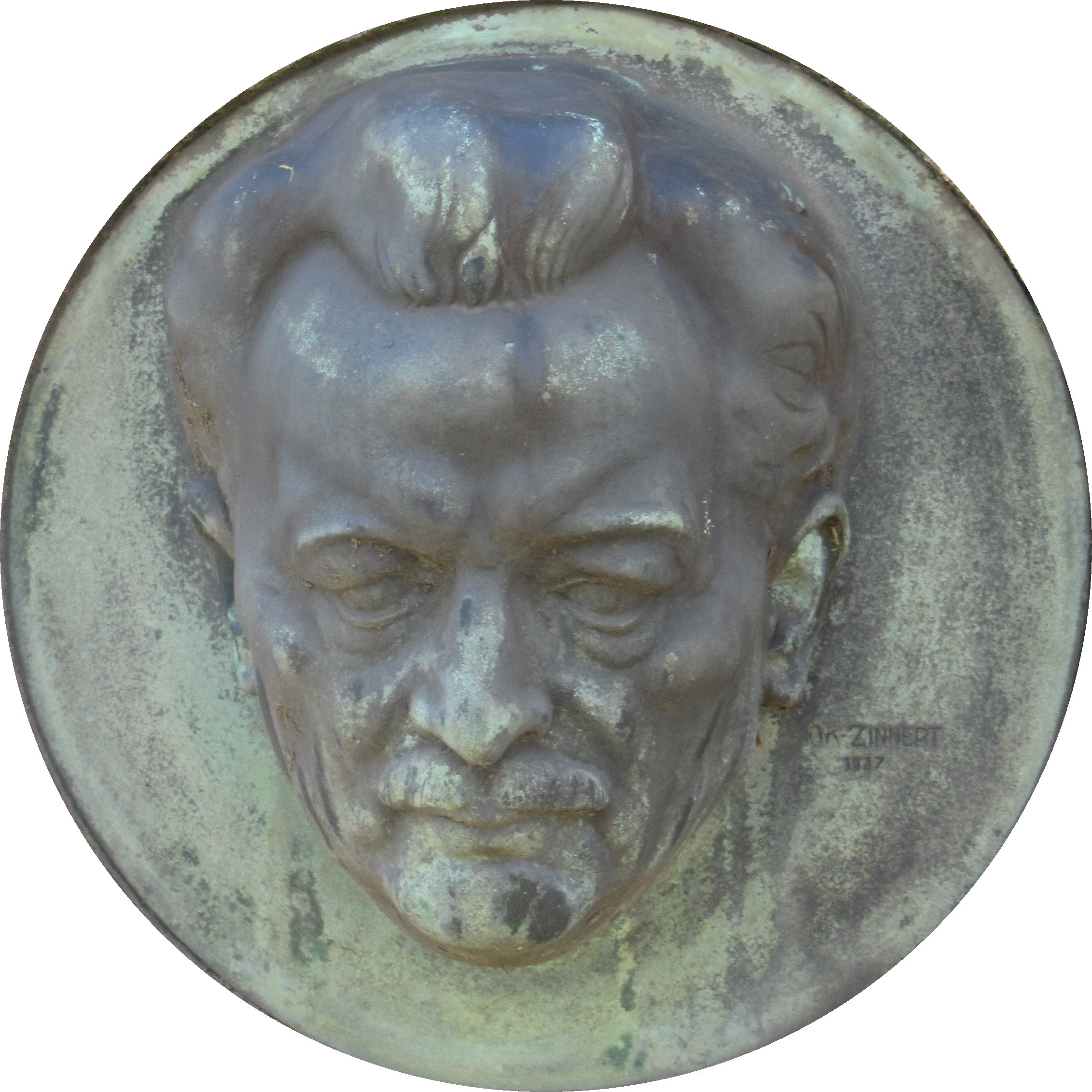
Gläsers Grabsteinbüste auf dem Großenhainer Friedhof

Paul Richard Gläser (* 22. März 1871 in Untermarxgrün im Vogtland; † 4. April 1937 in Großenhain) war ein deutscher Kirchenmusiker, Komponist und Kirchenmusikdirektor.

## Leben
Paul Gläser war Sohn des Erlbacher Kantors Karl Ernst Gläser (1849–1923). Von diesem wurde er früh an der Orgel ausgebildet. Aus finanziellen Gründen lernte er zunächst den Lehrerberuf, bevor er dann am Leipziger Konservatorium Musik studierte, unter anderem Komposition bei Carl Reinecke. 
1901 wurde Gläser als Kantor der evangelisch-lutherischen Kirchgemeinde Marienkirche Großenhain angestellt. Er wirkte weiterhin als Dirigent der „Liedertafel“ und des Männerchors Großenhain. Auch wirkte er als Bundes-Chormeister des Sängerbundes „Meißner Land“. Wegen seiner Verdienste wurde Paul Gläser 1924 der Titel Kirchenmusikdirektor verliehen.
Als Komponist schuf Gläser zahlreiche weltliche und geistliche Werke. Als bedeutendstes Werk gilt das Oratorium Jesus in einem Vorspiel und zwei Teilen für Soli, Chor und Orchester (Uraufführung 1917 in Großenhain). Auch fünf Opern (darunter Das Kirchlein am See), zwei Operetten, eine Symphonie in c-Moll sowie zahlreiche Lieder gehören neben weiteren Chor- und Orchesterwerken zu seinem Schaffen.
Im Jahr 1999 zeigte die Stadt Großenhain eine Ausstellung über Leben und Werk des Musikers.

## Werke (Auswahl)
Opern
- Das Kirchlein am See (Uraufführung 1922 in Altenburg)
- Base Schwendler
- Der Graf von Luxemburg
- Fatme
- Klabautermann

Operetten
- Die Meisterkur
- Kaltwasserkur

Oratorien
- Jesus, Oratorium nach Worten der Heiligen Schrift und religiösen Dichtungen in einem Vorspiel und zwei Teilen für Soli, Chor und Orchester (Uraufführung 1917 in Großenhain)
- Es ist vollbracht
- Empor!, für Soli, Chor, Orchester (Uraufführung 1924 in Großenhain)

Orchesterwerk
- Tröstung. Andante religioso. Werk für Violine und Orgel, Viola und Orgel oder Violoncello und Orgel, 1919

Chorwerke
- Leise hat am Rosenstrauche, Werk für 4-stimmigen Männerchor, Text: Ludwig Grimm, 1906
- Giselhers Brautfahrt
- Fröhliche Weihnacht überall, Weihnachtsmärchen für Kinderchor und Klavier (Uraufführung 1924 in Großenhain)

Lieder
- Drei Mädchenlieder, für Singstimme und Klavier, Text: Emanuel Geibel, 1895
- Jenseits. Ein Liederkreis von Ed. Aly für eine Singstimme mit Begleitung des Pianoforte, ca. 1895
- Brautlieder. Ein Zyklus von sechs Liedern, für Singstimme und Klavier, Text: Wilhelm Osterwald, 1895
- Das Rindvieh
- Kreuzschnabellieder